# Apontar e clicar
Apontar e clicar (em inglês:  Point and click) são as ações de um usuário de computador movendo um ponteiro para um determinado local na tela (apontamento) e pressionando um botão do rato, geralmente o botão esquerdo (clique), ou outro dispositivo apontador. Um exemplo de apontar e clicar está em hipermídia, onde os usuários clicam em hiperligações para navegar de um documento para outro.
Apontar e clicar pode ser usado com qualquer número de dispositivos de entrada, variando de ratos, painéis táteis, trackpoints, controles, botões de rolagem e trackballs.
Interfaces de usuário, por exemplo interfaces gráficas de usuário, às vezes são descritas como "interfaces de apontar e clicar", muitas vezes sugerindo que são muito fáceis de usar, exigindo que o usuário simplesmente aponte conforme seus desejos.
O uso desta frase para descrever software implica que a interface pode ser controlada apenas através do rato (ou algum outro meio, como uma caneta stylus), com pouca ou nenhuma entrada do teclado, como acontece com muitas interfaces gráficas de usuário.

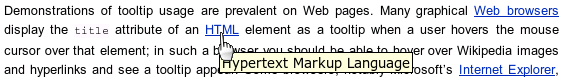
Uma dica de ferramenta do navegador web exibida para uma hiperligação

Em alguns sistemas, como o Internet Explorer, mover o ponteiro sobre uma hiperligação (ou outro controle de IGU) e aguardar uma fração de segundo (que pode variar de 0,004 a 0,7 segundos) pode fazer com que uma dica de ferramenta seja exibida.